# Workforce
Workforce (2007- ) est un cheval de course pur-sang, appartenant à l'écurie Khalid Abdullah, entraîné par Sir Michael Stoute et monté par Ryan Moore. Par King's Best et Soviet Moon (Sadler's Wells), il remporte le Derby d'Epsom et le Prix de l'Arc de Triomphe en 2010.

## Carrière de courses
Tenu en haute estime par son entourage, Workforce commence sa carrière par une victoire facile à l'automne de ses deux ans. Mais une blessure l'empêche de poursuivre cette première campagne et on ne le revoit qu'au printemps suivant, où il prend la deuxième place des Dante Stakes, préparatoire importante au Derby d'Epsom, derrière Cape Blanco, le futur lauréat de l'Irish Derby. Malgré son inexpérience, il fait partie des chevaux au départ du Derby. Il y offre une éblouissante démonstration, prenant l'avantage tôt et rallie sans faiblir le poteau, reléguant ses adversaires à 7 longueurs, un écart rarement enregistré dans l'épreuve reine d'Epsom. Il s'offre par la même occasion le record de l'épreuve, détenu par Lammtarra.
Après ce succès, il s'aligne en grandissime favori au départ des King George VI and Queen Elizabeth Diamond Stakes, mais c'est la douche froide : complètement battu, il termine dans le lointain tandis que le 4 ans Harbinger s'envole et réalise une formidable valeur. Workforce ne courra plus jusqu'à l'automne, préparant son objectif de fin d'année, le Prix de l'Arc de Triomphe. Déconsidéré à cause de son échec cuisant dans les King George, il n'est qu'un prétendant parmi d'autres à Longchamp. Mais il se réhabilite complètement, en disposant à la lutte du Japonais Nakayama Fiesta, offrant un premier Arc à son entraîneur et réalisant le sixième doublé Derby/Arc de l'histoire, après Sea Bird, Mill Reef, Lammtarra, Sinndar et Sea The Stars. Après son triomphe parisien, Workforce est annoncé partant dans la Breeders' Cup Turf, mais il renonce au dernier moment en raison d'un terrain jugé peu à sa convenance.
Contrairement à la plupart des meilleurs 3 ans qui filent au haras après les grands tournois de l'automne, Workforce couronné meilleur 3 ans de l'année en Europe en 2010, reste à l'entrainement à 4 ans, et retrouve la compétition par une victoire dans un groupe 3 disputé fin mai à Sandown. Il fournit ensuite deux prestations de haut vol dans les Eclipse Stakes puis les King George, mais doit s'avouer à chaque fois vaincu, subissant la loi du champion australien So You Think, puis de la valeur montante des trois ans Nathaniel. Au départ de l'Arc en octobre, il échoue complètement dans la défense de son titre, ne jouant aucun rôle dans la course remportée par l'Allemande Danedream. On ne reverra plus Workforce en compétition, le cheval prenant la direction du Japon pour y devenir étalon.  

### Résumé de carrière
| Date         | Hippodrome   | Pays        | Course                                  | Statut      | Distance    | Jockey      | Place       | Écart       | Vainqueur ou deuxième |
| 2009, 2 ans  | 2009, 2 ans  | 2009, 2 ans | 2009, 2 ans                             | 2009, 2 ans | 2009, 2 ans | 2009, 2 ans | 2009, 2 ans | 2009, 2 ans | 2009, 2 ans           |
| ------------ | ------------ | ----------- | --------------------------------------- | ----------- | ----------- | ----------- | ----------- | ----------- | --------------------- |
| 25 septembre | Goodwood     | Royaume-Uni | Maiden                                  |             | 1 400 m     | R. Moore    | 1er / 12    | 6           | Oasis Dancer          |
| 2010, 3 ans  |              |             |                                         |             |             |             |             |             |                       |
| 13 mai       | York         | Royaume-Uni | Dante Stakes                            | Gr. 2       | 2 100 m     | R. Moore    | 2e / 5      | 3 ¼         | Cape Blanco           |
| 5 juin       | Epsom        | Royaume-Uni | Derby                                   | Gr. 1       | 2 400 m     | R. Moore    | 1er / 12    | 7           | First Sight           |
| 24 juillet   | Ascot        | Royaume-Uni | King George VI & Queen Elizabeth II St. | Gr. 1       | 2 400 m     | R. Moore    | 5e / 6      | 17          | Harbinger             |
| 3 octobre    | Longchamp    | France      | Prix de l'Arc de Triomphe               | Gr. 1       | 2 400 m     | R. Moore    | 1er / 19    | tête        | Nakayama Fiesta       |
| 2011, 4 ans  |              |             |                                         |             |             |             |             |             |                       |
| 26 mai       | Sandown Park | Royaume-Uni | Brigadier Gerard Stakes                 | Gr. 3       | 2 000 m     | R. Moore    | 1er / 8     | 1           | Poetl                 |
| 2 juillet    | Sandown Park | Royaume-Uni | Eclipse Stakes                          | Gr. 1       | 2 000 m     | R. Moore    | 2e / 5      | 1/2         | So You Think          |
| 23 juillet   | Ascot        | Royaume-Uni | King George VI & Queen Elizabeth II St. | Gr. 1       | 2 400 m     | R. Moore    | 2e / 5      | 2 ¾         | Nathaniel             |
| 2 octobre    | Longchamp    | France      | Prix de l'Arc de Triomphe               | Gr. 1       | 2 400 m     | R. Moore    | 12e / 16    | 14 ½        | Danedream             |

## Au haras
Installé à Shadai Farm, le grand haras japonais, et proposé initialement à 3,5 millions de yens la saillie (environ 30.000 €), Workforce s'y révèle un étalon médiocre, ne donnant que deux lauréats de groupe 3 en cinq générations. Il est envoyé en Irlande en 2017, où il officie à 3.000 € la saillie.  

## Origines
Workforce est le meilleur produit du miler King's Best, qui s'imposa dans les 2000 Guinées. Se prévalant d'un pedigree de rêve, puisqu'il n'est autre que le frère de l'exceptionnelle Urban Sea par Kingmambo, il fait la monte en France (pour 15 000 €) et revendique plusieurs très bons chevaux, tels Creachadoir (Lockinge Stakes, 2e 2.000 Guinées Irlandaises, Poule d'Essai des Poulains), Eishin Flash (Derby Japonais), King's Apostle (Prix Maurice de Gheest), Proclamation (Sussex Stakes), Best Name (2e Prix du Jockey-Club), Allybar (3e Dubai World Cup)...
Côté maternel, Workforce provient d'une famille performante. Sa mère, Soviet Moon, est la propre sœur de Brian Boru, qui remporta le St. Leger et le Racing Post Trophy et se plaça dans l'Irish St Leger et le Canadian International Stakes, et de Moon Search (Rainbow Quest), lauréate d'un Prix de Royallieu (Gr.2). Leur mère, Eva Luna, s'adjugea un groupe 3, et leur grand-mère, Media Luna termina 2e des Oaks.

### Pedigree
| Origines de Workforce (GB), mâle bai né en 2007 | Origines de Workforce (GB), mâle bai né en 2007 | Origines de Workforce (GB), mâle bai né en 2007 | Origines de Workforce (GB), mâle bai né en 2007 |
| ----------------------------------------------- | ----------------------------------------------- | ----------------------------------------------- | ----------------------------------------------- |
| Père King's Best                                | Kingmambo                                       | Mr. Prospector                                  | Raise a Native                                  |
| Père King's Best                                | Kingmambo                                       | Mr. Prospector                                  | Gold Digger                                     |
| Père King's Best                                | Kingmambo                                       | Miesque                                         | Nureyev                                         |
| Père King's Best                                | Kingmambo                                       | Miesque                                         | Pasadoble                                       |
| Père King's Best                                | Allegretta                                      | Lombard                                         | Agio                                            |
| Père King's Best                                | Allegretta                                      | Lombard                                         | Promised Lady                                   |
| Père King's Best                                | Allegretta                                      | Anatevka                                        | Espresso                                        |
| Père King's Best                                | Allegretta                                      | Anatevka                                        | Almyra                                          |
| Mère Soviet Moon                                | Sadler's Wells                                  | Northern Dancer                                 | Nearctic                                        |
| Mère Soviet Moon                                | Sadler's Wells                                  | Northern Dancer                                 | Natalma                                         |
| Mère Soviet Moon                                | Sadler's Wells                                  | Fairy Bridge                                    | Bold Reason                                     |
| Mère Soviet Moon                                | Sadler's Wells                                  | Fairy Bridge                                    | Special                                         |
| Mère Soviet Moon                                | Eva Luna                                        | Alleged                                         | Hoist The Flag                                  |
| Mère Soviet Moon                                | Eva Luna                                        | Alleged                                         | Princess Pout                                   |
| Mère Soviet Moon                                | Eva Luna                                        | Media Luna                                      | Star Appeal                                     |
| Mère Soviet Moon                                | Eva Luna                                        | Media Luna                                      | Sounion (famille 14-c)                          |